# トニー・バトラー
トニー・バトラー（Tony Butler、1957年2月13日 - ）は、イギリス生まれのエレクトリックベース・プレイヤー。
1980年、マーク・ブレゼジッキーと、サイモン・タウンゼントとで「オン・ジ・エアー」というバンドを結成。デビュー・シングル「Ready For Action」をリリースするが、全く売れず自然消滅。
その後、1981年にビッグ・カントリーを結成して成功を収めるが、そのビッグ・カントリーは2000年に解散。翌年には、中心人物であったスチュアート・アダムソンが他界した。
ビッグ・カントリー解散後、他のメンバーはタウンゼントとカスバ・クラブという新バンドを結成したが、バトラーだけソロとして活動している。そのソロ作品はビッグ・カントリー的なため人気が高い。

## ディスコグラフィ

### スタジオ・アルバム
- The Great Unknown (1997年)[1]
- Life Goes On (2005年)[2]
- My Time (2018年)